# International Business Communication Standards

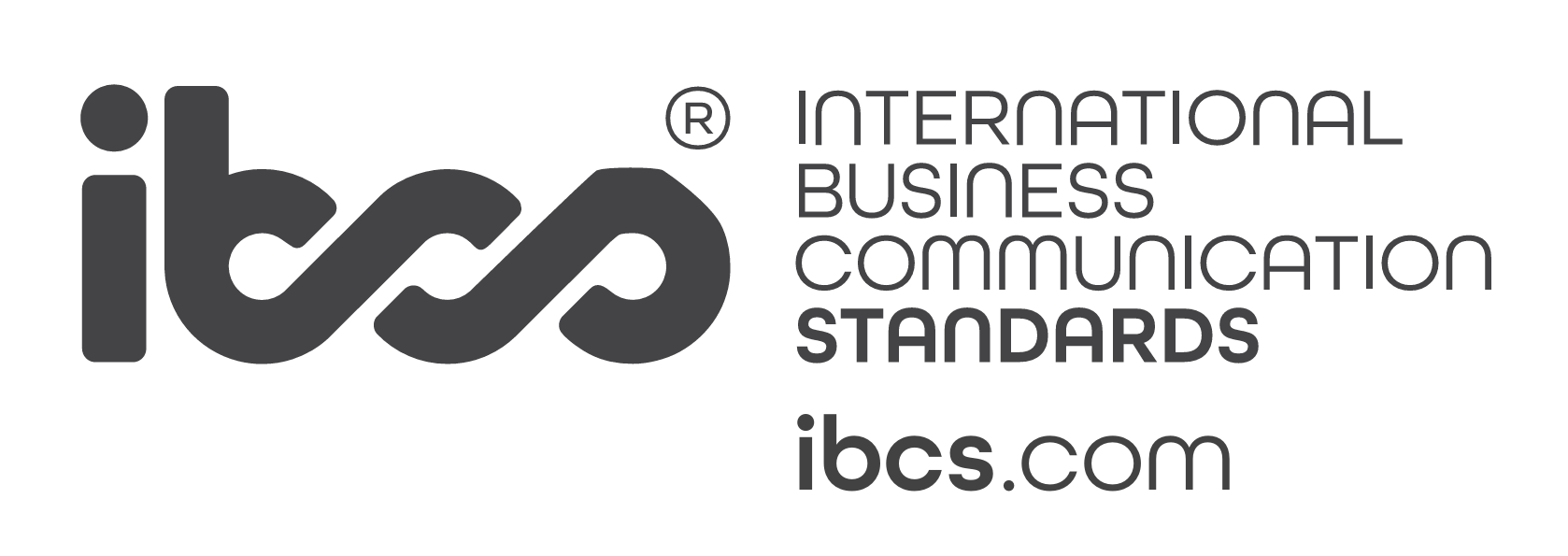
Logo von International Business Communication Standards (IBCS)

Die International Business Communication Standards (IBCS) sind praktische Vorschläge für die Gestaltung der Geschäftskommunikation, die zur freien Nutzung unter einer Creative-Commons-Lizenz (CC BY-SA) angeboten werden. Die IBCS werden genutzt, um Berichte, Präsentationen und Dashboards in Bezug auf ihre inhaltliche Konzeption, ihre visuelle Wahrnehmbarkeit und ihre semantische Notation möglichst aussagekräftig zu gestalten. Die IBCS-Vorschläge sind Grundlage des im Juli 2024 gestarteten ISO-Projekts „ISO/AWI 24896 Standard notation for business reports“.

## Anforderungen
Die Geschäftskommunikation genügt den IBCS, wenn sie die Regeln der folgenden drei Säulen erfüllt:
1. Konzeptionelle Regeln helfen bei der klaren Vermittlung von Inhalten, indem sie für eine geeignete Storyline sorgen. Diese Regeln gehen auf die Arbeit von Autoren wie beispielsweise Barbara Minto[1] zurück. Aufgrund wissenschaftlicher Untersuchungen und praktischer Erfahrungen gelten sie als weitgehend anerkannt.
Diese konzeptionellen Regeln gliedern sich in die Themenbereiche SAY und STRUCTURE aus dem SUCCESS-Konzept.[2]
2. Perzeptionelle Regeln helfen bei der klaren Vermittlung von Inhalten, indem sie für eine geeignete visuelle Gestaltung sorgen. Diese Regeln gehen auf die Arbeit von Autoren wie William Playfair, Willard Cope Brinton,[3] Gene Zelazny,[4] Edward Tufte und Stephen Few[5] zurück. Auch diese Regeln gelten aufgrund wissenschaftlicher Untersuchungen und praktischer Erfahrungen als weitgehend anerkannt.
Diese perzeptionellen Regeln gliedern sich in die Themenbereiche EXPRESS, CHECK, CONDENSE und SIMPLIFY aus dem SUCCESS-Konzept.
3. Semantische Regeln helfen bei der klaren Vermittlung von Inhalten, indem sie für eine einheitliche Notation (IBCS Notation) sorgen. Diese Regeln gehen auf die Arbeit von Rolf Hichert[6] und anderen Kontributoren der IBCS Association zurück. Da es sich bei semantischen Regeln um reine Konventionen handelt, müssen sie erst allgemein anerkannt werden, um zu einem Standard zu werden.
Diese semantischen Regeln sind der Themenbereich UNIFY des SUCCESS-Konzepts.

## IBCS Notation
IBCS Notation ist die Bezeichnung für das semantische Regelwerk von IBCS. IBCS Notation regelt die Standardisierung der Terminologie (z. B. Begriffe, Abkürzungen und Zahlenformate), Beschreibungstexte (z. B. Botschaften, Titel, Legenden und Beschriftungen), Dimensionen (z. B. Kennzahlen, Szenarien und Zeitperioden), Analysen (z. B. Abweichungsanalysen und Zeitreihenanalysen) und Indikatoren (z. B. Symbole für Hervorhebungen oder Skalierungen).

## IBCS Association
Die IBCS Association setzt sich für die fortlaufende Überprüfung und Weiterentwicklung der International Business Communication Standards ein. Als gemeinnützige Organisation veröffentlicht sie die Standards zur freien Nutzung und sorgt für eine ausführliche Beratung und Diskussion im Vorfeld der Veröffentlichung neuer Versionen. Dies umfasst das weltweite Bemühen um öffentliche Meinungsäußerung. Die IBCS-Standards, Version 1.0, wurden an der Generalversammlung vom 18. Juni 2015 in Amsterdam von den Aktiv-Mitgliedern einstimmig zur Veröffentlichung empfohlen. 2017 wurde Version 1.1, 2021 Version 1.2 der IBCS-Standards freigegeben. Stand Juni 2024 hat die IBCS Association 12.384 Mitglieder aus 139 Ländern. 
Rolf Hichert ist Präsident der IBCS Association.

## IBCS Institute
Das IBCS Institute ist Host, Schulungs-Institut und Zertifizierungsstelle des Creative-Commons-Projekts IBCS. Obwohl erst 2004 gegründet, reichen die Wurzeln der Gesellschaft zurück bis in die 80er-Jahre, als Rolf Hichert beratend für McKinsey & Company tätig war. Hier traf er Gene Zelazny und andere Vordenker in Sachen konzeptioneller und visueller Gestaltung von Berichten und Präsentationen. 
Seit 2020 wird das IBCS Institute von Jürgen Faisst geleitet. Seit Juli 2024 ist Edyta Szarska zweiter geschäftsführender Partner.

## ISO/AWI 24896
Im Juli 2024 wurde im Technical Committee ISO/TC 37 das neue Projekt „ISO/AWI 24896 Standard notation for business reports“ registriert. Experten aus 12 Ländern arbeiten an der Entwicklung einer Standardnotation für betriebswirtschaftliche Berichte. Der im Rahmen des Projektantrags von einer ISO/TC 37 Arbeitsgruppe vorgelegte Entwurf basiert auf den Vorschlägen der IBCS Association.